# Phorotrophus trimaculatus
Phorotrophus trimaculatus är en stekelart som först beskrevs av Tosquinet 1896.  Phorotrophus trimaculatus ingår i släktet Phorotrophus och familjen brokparasitsteklar. Inga underarter finns listade i Catalogue of Life.